# El Argar
|  | Per a altres significats, vegeu «cultura d'El Argar». |

El Argar és un jaciment arqueològic a Antas (municipi d'Almeria). És sobre un altiplà amb abruptes pendents al seu costat occidental, 35 m sobre el riu Antas i vessants més suaus a la resta, estenent-se per part d'aquestes últimes també. Forma part de la zona arqueològica de El Argar y La Gerundia, constituint un poblat prehistòric de l'edat del bronze al sud-est ibèric que dona nom a la cultura argàrica.
Va ser excavat inicialment pels germans Enrique i Luis Siret que van publicar els seus resultats en castellà sota el títol Las primeras edades del metal en el sudeste de España l'any 1890. Els materials recollits en aquest i altres jaciments similars van constituir el corpus bàsic per singularitzar aquest grup cultural, sent estudiats reiteradament per investigadors com B. Blance o H. Schubart.
L'espectacular desenvolupament d'aquesta cultura va fer pensar als seus excavadors que no mantenia cap relació amb les fases anteriors, buscant el seu origen en influències mediterrànies. Però ara se sap que hi ha una clara continuïtat amb l'època prèvia dels Millares (Edat del Coure).

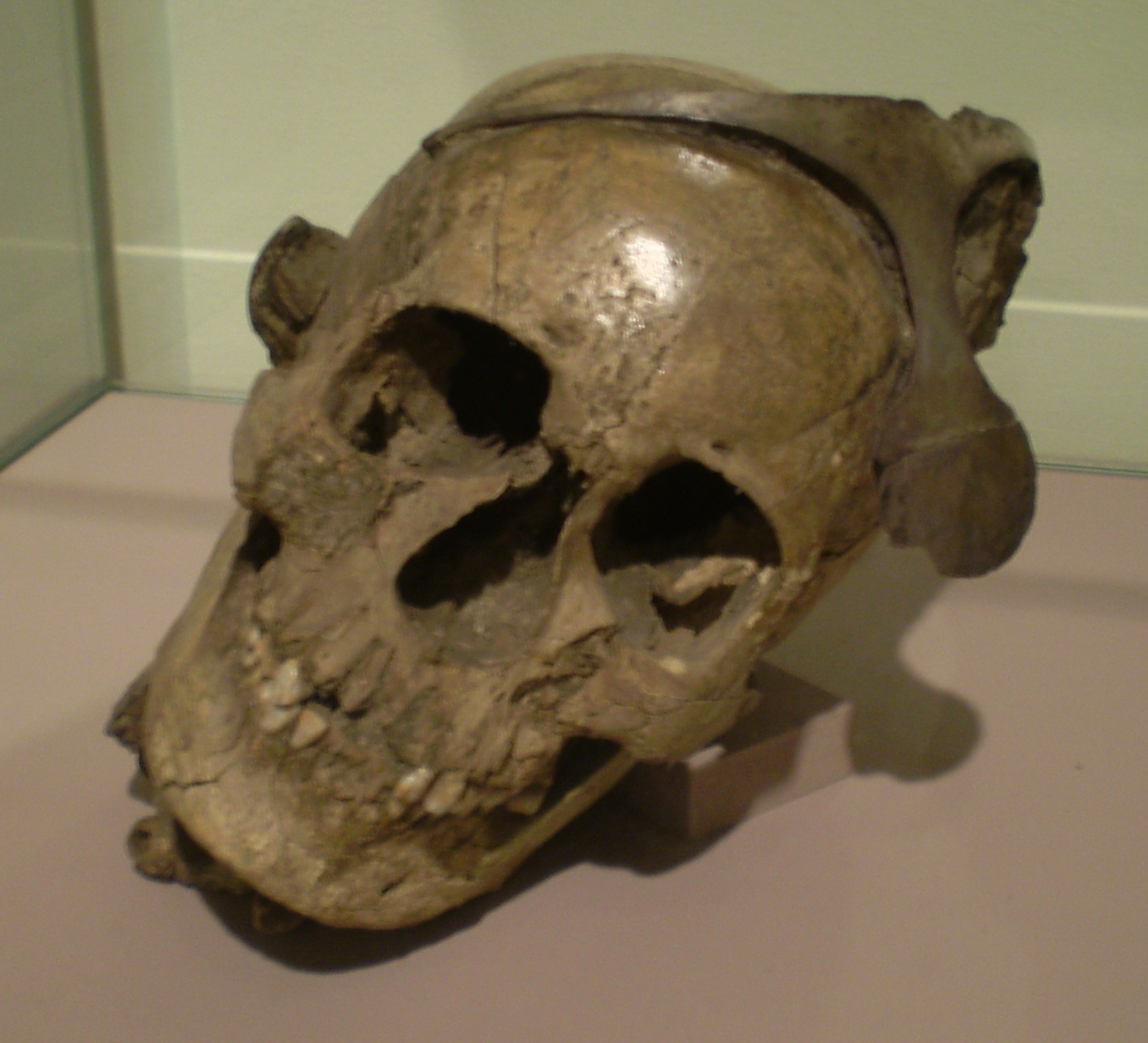
Restes d'un crani de la sepultura 62 de l'Argar, amb diadema de plata: «Las alhajas consisten en una diadema de plata, pendientes de oreja, de cobre y de plata, y collar, de hueso y de serpentina». (Luis Siret, 1890).

La primera fase d'ocupació del poblat reflecteix una comunitat camperola autosuficient que s'iniciava a la metal·lúrgia i s'enterrava predominantment en fossa, amb aixovars molt similars. En una segona fase es va produir un important augment de la demografia i de les activitats metal·lúrgiques, enterrant majoritàriament en cistes, amb aixovars ja diferenciats (apareixen algunes arracades i anells metàl·lics). A la tercera hi havia clares diferències socioeconòmiques entre els habitants del poblat i predominaven les urnes ceràmiques, als aixovars més rics es troben diademes i espases (elements d'alt contingut ideològic), mentre que molts enterraments no tenen cap tipus d'ofrena.
La ideologia dominant era aristocràtica i guerrera. Això es reflecteix en la fortificació dels poblats, la gran importància de les armes i la presència d'aquestes als aixovars funeraris.
La societat argàrica va desaparèixer cap al 1500 aC.

## Cronologia
El Argar és considerat un assentament de nova fundació, sense antecedents calcolítics. Amb una superfície de 16.000 m² i una població estimada d'uns 500 habitants, és un dels poblats coneguts més grans pertanyents al grup epònim. A l'interior dels mateixos habitatges s'han trobat més de mil sepultures. Estava estratègicament situat sobre un cim amb un petit altiplà i protegit també per una muralla, a l'interior s'han excavat habitatges rectangulars de 8-10 m per 2,5 m, així com altres de planta irregular o circular. Les parets es construïen amb fusta i fang, aixecats sobre un basament de pedra. El sostre era de canyes o branques i fang. Té un urbanisme complex que es caracteritza per la creació artificial de terrasses, amb una acròpolis ubicada al capdamunt del jaciment.
Basant-se en les estructures i aixovars funeraris excavats al poblat, B. Blance va establir una seqüència dividida en dos períodes, A i B,que, posteriorment, va ser revisada i ampliada gràcies a altres jaciments:
- Argar I o inicial (Argar A segons la primera sistematització), amb cistes i algunes fosses, així com elements campaniformes i alabardes tipus Argar;
- Argar II o antic (Argar A també), similar a l'anterior en el material, però amb una evolució cap als rituals argàrics;
- Argar III o ple (Argar B), amb predominança dels pithoi i aixovars compostos per punyals, destrals, espases, alabardes tipus Montejícar i ornaments personals.
- Argar IV o tardà (Argar C, un complement posterior), amb elements de Cogotas I.[7]

## Economia
El Argar era un poblat dedicat a l'agricultura i la ramaderia, complementades per la metal·lúrgia, les manufactures tèxtils, la caça i la pesca. Degut a l'existència d'enterraments amb rics aixovars, es creu que constituïa un lloc central de la conca de Vera (Almeria), semblant a La Bastida de Totana o El Oficio.

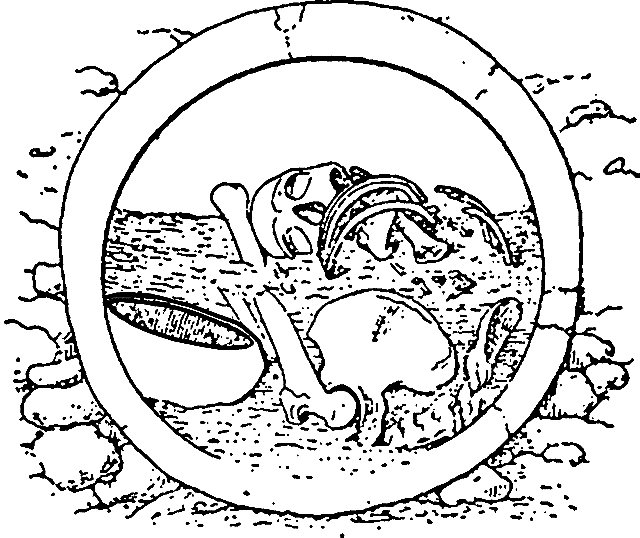
Enterrament en gerra típic de la segona fase del Argar

L'agricultura jugaria un paper important, ja que s'han trobat més de cinc-cents artefactes relacionats amb aquesta activitat, des de peces de falç fins molins. El cultiu principal era l'ordi, seguit a força distància pel blat, el lli, les faves i les hortalisses. Respecte a la ramaderia, no hi ha elements suficients per calibrar la seva importància, encara que hi ha excrements de cabra i alguna espècie nova com el cavall, la qual, probablement, no es criava per al consum. Es caçava el senglar.
La metal·lúrgia sembla que es va desenvolupar en un únic espai, on es van trobar tots els elements propis del procés: un possible forn, gresols i motlles per a fabricar destrals, ganivets, punxons o braçalets. No hi ha presència d'escòries però sí bona quantitat de malls, pics i percussors. La majoria dels objectes metàl·lics estaven fabricats en coure, així com uns pocs en bronze. Entre els aixovars s'hi van trobar dues espases. La creixent presència d'adorns de plata i or als aixovars funeraris de major prestigi, corresponent a la fi del període argàric les primers aliatges de bronze.
La producció de pesos de teler havia d'estar centralitzada també, ja que s'han trobat en un mateix espai 600 pesos en procés de cocció. Hi ha molts artefactes fabricats amb matèria òssia, com espàtules, punxons o agulles.

## Necròpolis
S'han excavat un total de 1034 tombes, de les quals el 50% contenien, a més de la ceràmica, elements metàl·lics als seus aixovars. Basant-se en la relació del sexe amb el seu aixovar es va determinar la correspondència dels enterraments femenins amb un punxó i els masculins amb destral-alabarda-espasa. Hi ha diverses tombes d'individus infantils masculins amb aixovars significatius, el que suggereix l'existència de rangs hereditaris.
El patró funerari es basa en sepultures individuals, en les quals, de vegades, apareixen dos o tres individus. Estan situades sota les cases, no hi ha una necròpolis com a tal. El ritual i els aixovars reflecteixen una marcada desigualtat social, de manera que s'ha proposat que la societat argàrica estaria molt estratificada, tot i que hi ha opinions diverses.